# Algebraïsche groep
In de algebraïsche meetkunde is een algebraïsche groep of groepvariëteit een groep die een algebraïsche variëteit is, zodanig dat de vermenigvuldiging en de inverse door reguliere functies op de variëteit worden gegeven.
Tal van belangrijke klassen van groepen zijn algebraïsche groepen, waaronder: 
- eindige groepen
- {\displaystyle \mathrm {GL} (n,\mathbb {C} )}, de algemene lineaire groep van inverteerbare matrices over {\displaystyle \mathbb {C} }
- elliptische krommen

Een belangrijke klasse van algebraïsche groepen wordt gevormd door de affiene algebraïsche groepen. Dit zijn groepen waarvan de onderliggende algebraïsche variëteit een affiene variëteit is. Het zijn precies de algebraïsche subgroepen van de algemene lineaire groep, en worden daarom ook lineaire algebraïsche groepen genoemd. 
Een andere klasse wordt gevormd door de abelse variëteiten. Dit zijn algebraïsche groepen waarvan de onderliggende variëteit een projectieve variëteit is. De structuurstelling van Chevalley stelt dat elke algebraïsche groep opgebouwd kan worden uit groepen uit deze twee families.

## Definitie
Formeel is een algebraïsche groep over een veld {\displaystyle k} een algebraïsche variëteit {\displaystyle \mathrm {G} } over {\displaystyle k}, samen met een element {\displaystyle e\in \mathrm {G} (k)} (het neutrale element), en reguliere afbeeldingen {\displaystyle \mathrm {G} \times \mathrm {G} \to \mathrm {G} } (de vermenigvuldigingsoperatie) en {\displaystyle \mathrm {G} \to \mathrm {G} } (de inversieoperatie) die voldoen aan de groepsaxioma's.

## Affiene algebraische groepen
Men zegt dat een algebraïsche groep affien is als de onderliggende algebraïsche variëteit een affiene variëteit is. De additieve en multiplicatieve groepen en de algemene en speciale lineaire groepen zijn affien. Met behulp van de actie van een affiene algebraïsche groep op zijn coördinatenring kan aangetoond worden dat elke affiene algebraïsche groep een lineaire (of matrixgroep) is. Dit betekent dat de affiene algebraïsche groep isomorf is aan een algebraïsche ondergroep van de algemene lineaire groep.

## Abelse variëteiten
Abelse variëteiten zijn verbonden projectieve algebraïsche groepen. Een voorbeeld hiervan zijn elliptische krommen. Ze zijn altijd commutatief. Ze komen voor in verschillende contexten in de algebraïsche meetkunde en getaltheorie, bijvoorbeeld als de jacobiaanse variëteit van een kromme.

## Coxeter-groepen en algebraïsche groepen
Er zijn een aantal analoge resultaten tussen algebraïsche groepen en Coxeter-groepen - bijvoorbeeld, het aantal elementen van de symmetrische groep is {\displaystyle n!}, en het aantal elementen van de algemene lineaire groep over een eindig veld is (tot op zekere hoogte) de q-faculteit {\displaystyle [n]_{q}!}. De symmetrische groep gedraagt zich dus alsof het een lineaire groep is over "het veld met één element". Dit wordt geformaliseerd door het veld met één element, dat Coxeter-groepen beschouwt als eenvoudige algebraïsche groepen over het veld met één element.